# Camelot (serie televisiva)
Camelot è una serie televisiva di genere fantasy creata da Michael Hirst e Chris Chibnall, trasmessa dal 25 febbraio al 10 giugno 2011 sul canale statunitense Starz. Basata sulla leggenda di Re Artù, la serie è composta da una sola stagione. In Italia è stata trasmessa su Joi di Mediaset Premium dal 22 settembre al 24 novembre 2011.
La serie è stata ufficialmente cancellata il 30 giugno 2011.

## Trama
La trama prende avvio dalla morte improvvisa di re Uther, evento che getta il reame nello scompiglio più totale. Merlino, potente mago, legge nell'evento presagi di un futuro oscuro e, per evitare il peggio, porta sul trono lo sconosciuto erede del defunto sovrano, Re Artù.
Merlino ha fatto però i conti senza la malvagia sorellastra di Artù, Morgana, che aspira alla conquista del potere e ingaggia una lotta serrata contro il nuovo e inesperto re. Arthur dovrà quindi affrontare una serie di eventi che metteranno a dura prova il suo carattere, sorretto però dall'aiuto del fidato Merlino e dall'amore della bella Ginevra.

## Episodi
| Stagione       | Episodi | Prima TV USA | Prima TV Italia |
| -------------- | ------- | ------------ | --------------- |
| Prima stagione | 10      | 2011         | 2011            |

## Personaggi e interpreti

### Personaggi principali
- Merlino, interpretato da Joseph Fiennes, doppiato da Christian Iansante.
- Re Artù, interpretato da Jamie Campbell Bower, doppiato da Flavio Aquilone.
- Morgana Pendragon, interpretata da Eva Green, doppiata da Domitilla D'Amico.
- Ginevra, interpretata da Tamsin Egerton, doppiata da Alessia Amendola.
- Igraine, interpretata da Claire Forlani, doppiata da Claudia Catani.
- Vivian, interpretata da Chipo Chung, doppiata da Chiara Gioncardi.
- Sybil, interpretata da Sinéad Cusack, doppiata da Aurora Cancian.
- Sir Kay, interpretato da Peter Mooney, doppiato da David Chevalier.
- Galvano, interpretato da Clive Standen, doppiato da Gianfranco Miranda.
- Leontes, interpretato da Philip Winchester, doppiato da Stefano Crescentini.

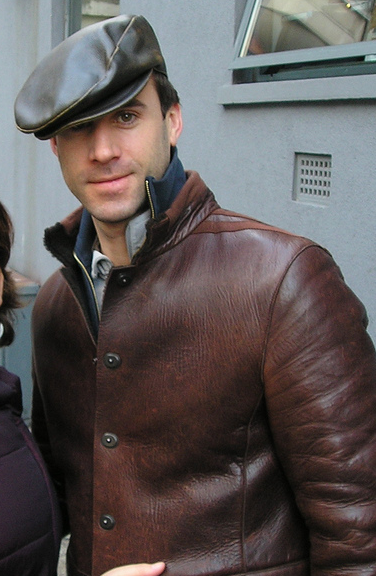
Joseph Fiennes interpreta Merlino
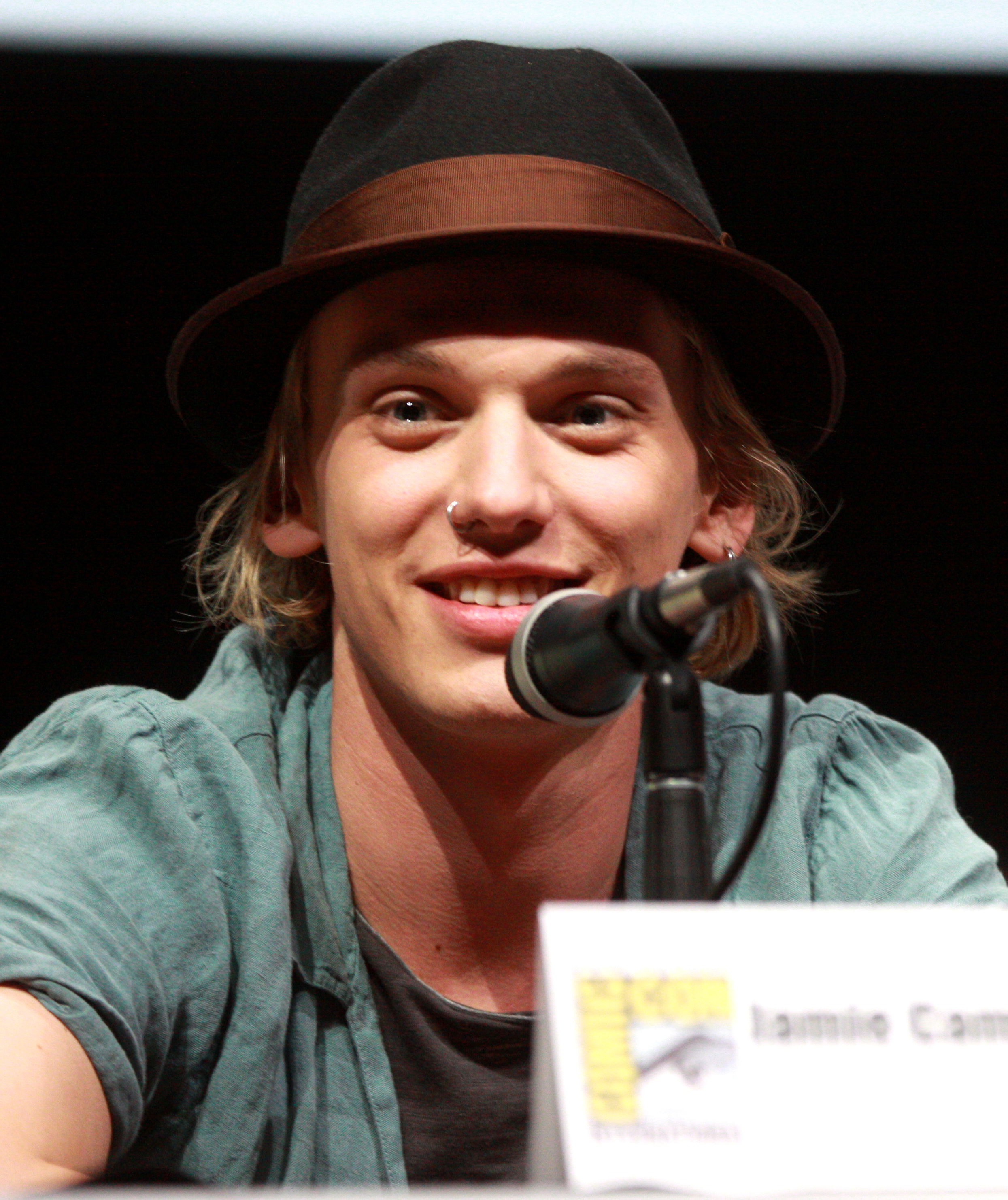
Jamie Campbell Bower interpreta Re Artù
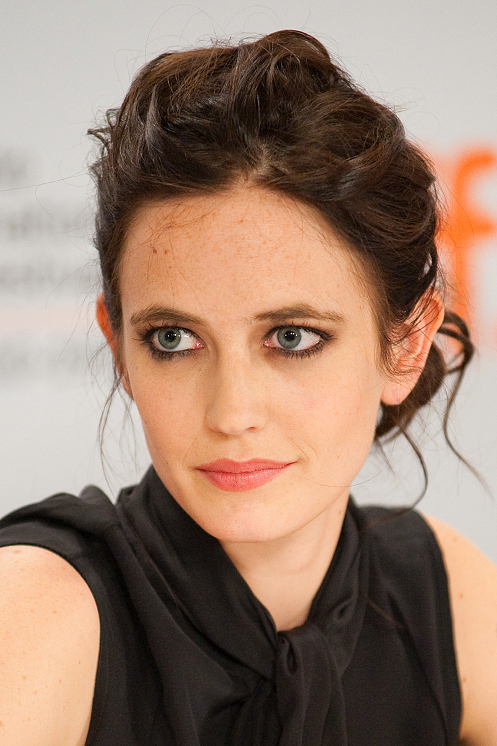
Eva Green interpreta Morgana
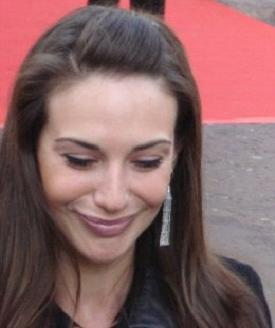
Claire Forlani interpreta Igraine
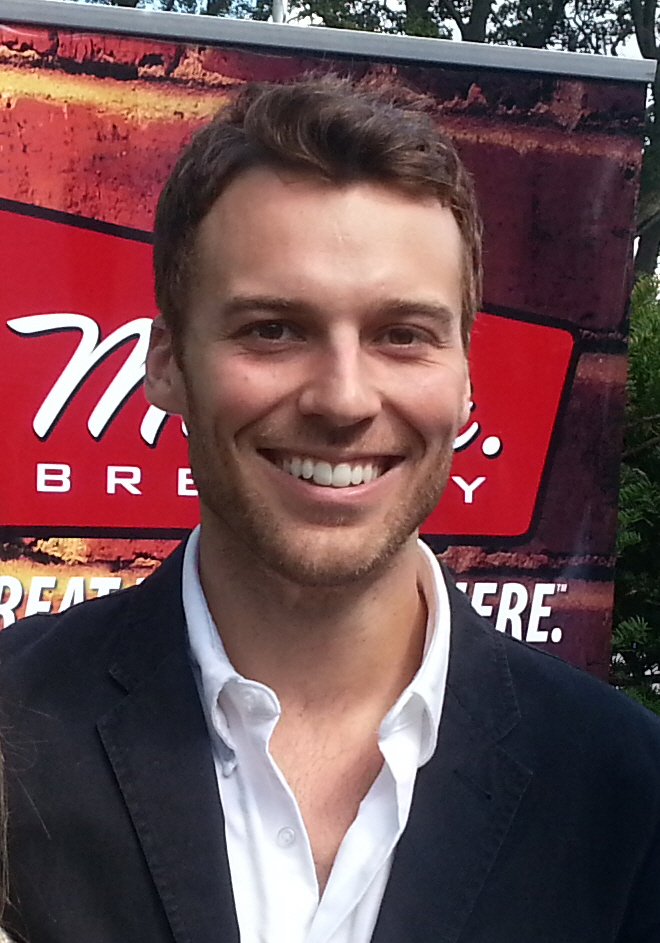
Peter Mooney interpreta Sir Kay
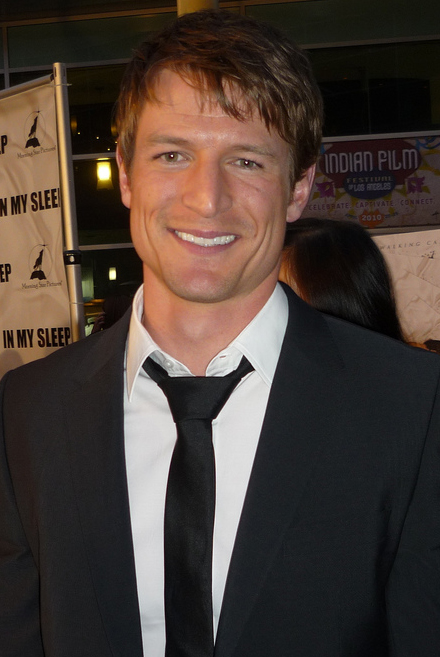
Philip Winchester interpreta Leontes

### Personaggi secondari
- Re Uther, interpretato da Sebastian Koch, doppiato da Massimo Rossi.
- Re Lot, interpretato da James Purefoy, doppiato da Pasquale Anselmo.
- Brastias, interpretato da Diarmaid Murtagh, doppiato da Gabriele Lopez.
- Ulfius, interpretato da Jamie Downey, doppiato da Andrea Lavagnino.
- Bridget, interpretata da Lara Jean Chorostecki, doppiata da Letizia Ciampa.
- Leodegrance, interpretato da Daragh O'Malley, doppiato da Ambrogio Colombo.
- Sir Ector, interpretato da Sean Pertwee, doppiato da Saverio Moriones.

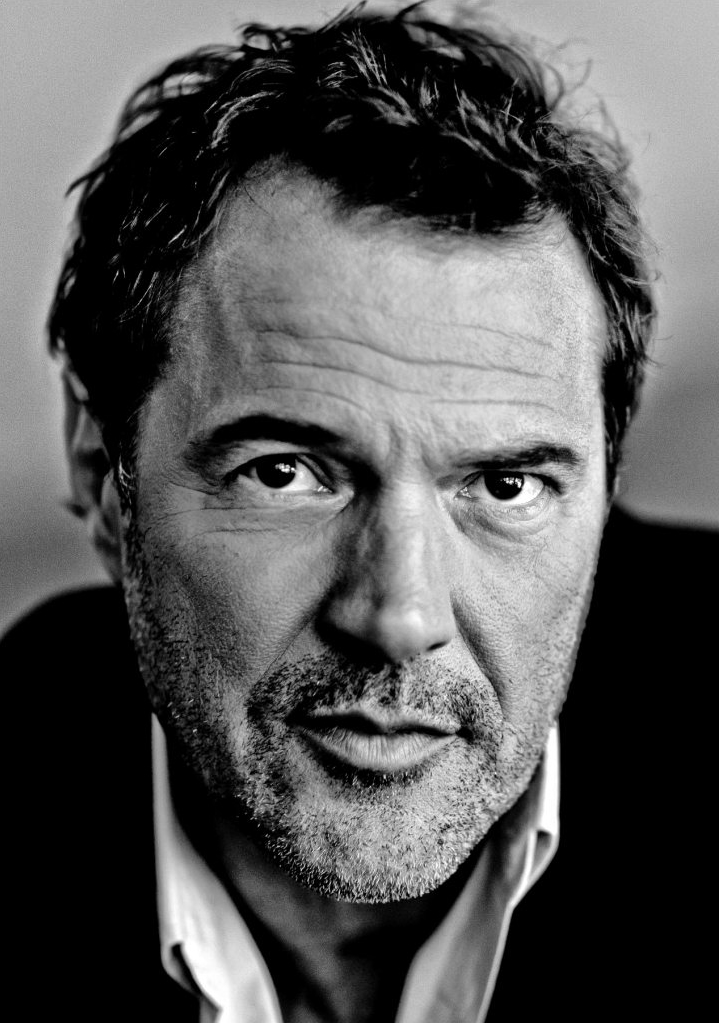
Sebastian Koch interpreta Re Uther
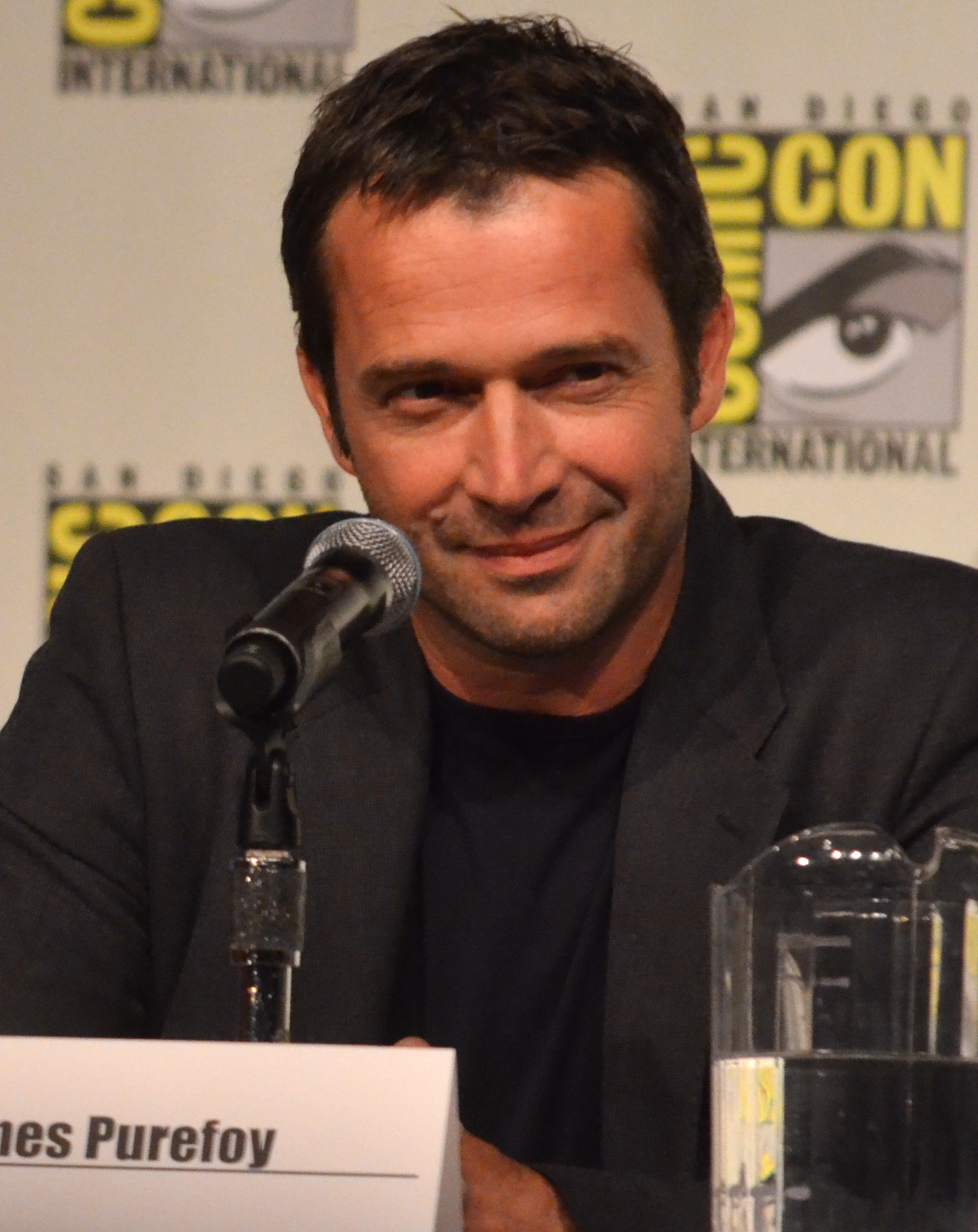
James Purefoy interpreta Re Lot
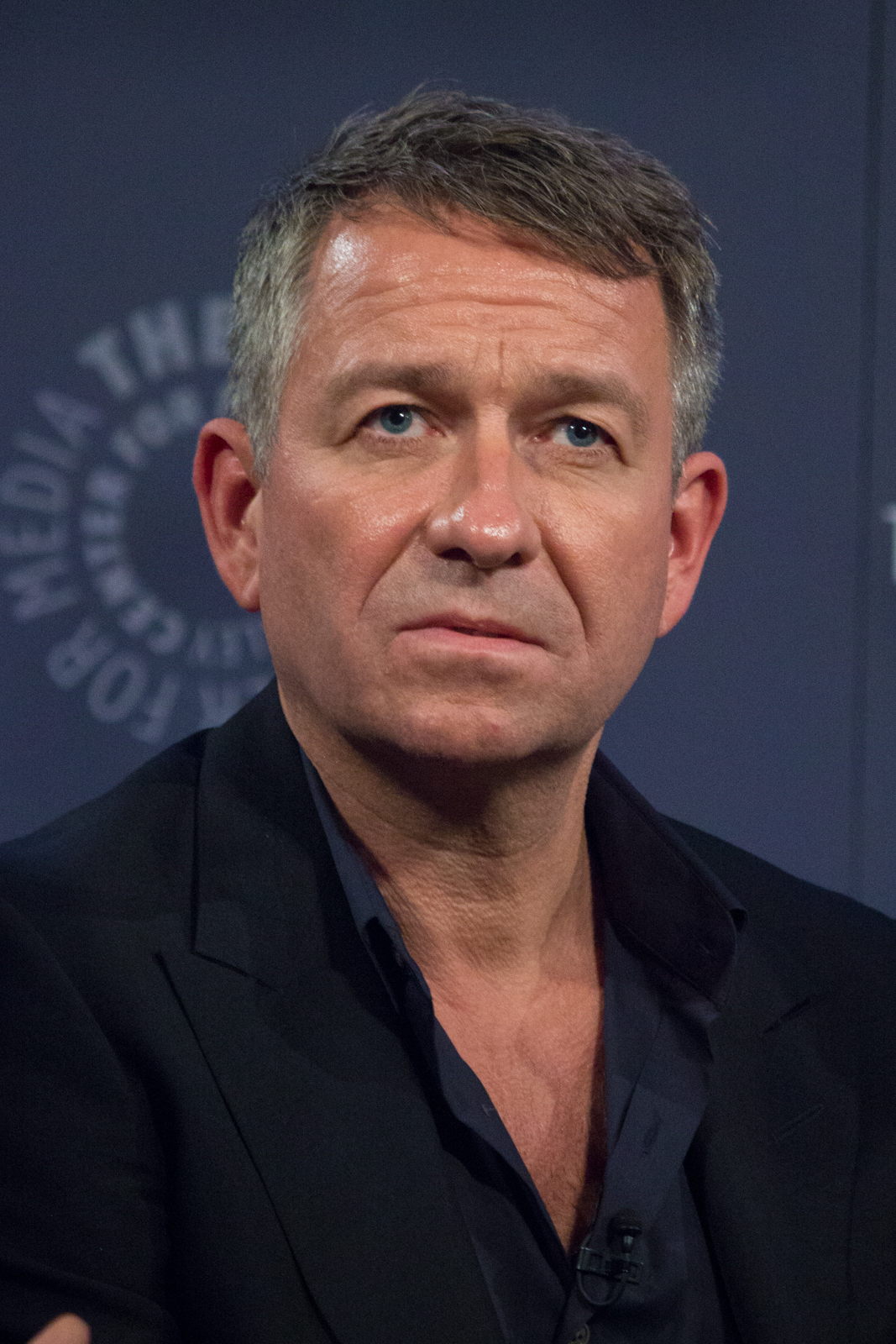
Sean Pertwee interpreta Sir Ector